# Tvåtredjedelssamhälle
Tvåtredjedelssamhälle (från tyska Zwei-Drittel-Gesellschaft) är ett politiskt slagord använt i diskussionen om den "nya arbetarklassen" i Tyskland, och har använts sedan 1980-talet. Uttrycket har sin grund i det postmoderna samhället där arbetslöshet, ibland under lång tid, kvarstår trots en generell ökning av tillväxten i ett lands ekonomi. För ungefär två tredjedelar av samhället finns möjligheten till säker anställning, medan den kvarvarande tredjedelen hamnar i otrygg anställning och fattigdom. Genom detta skapas en ny arbetarklass som har kommit att kallas prekariat. Den demokratiska konsekvensen blir att de två tredjedelarna har möjlighet att rösta fram politiska alternativ som gynnar dem på bekostnad av den kvarvarande tredjedelen. Termen tros ha myntats av SPD-politikern Peter Glotz 1984.
Under mitten av 1990-talet uttrycktes skepsis mot konceptet i samband med den ökande globaliseringen, vilket i sin tur skapat termen "femtedelssamhälle" (Einfünftelgesellschaft), eller "20/80-samhälle".